# Dicranolasma ponticum
Dicranolasma ponticum is een hooiwagen uit de familie Dicranolasmatidae.